# Koronacja Matki Bożej (obraz El Greca z Illescas)
Koronacja Matki Bożej – obraz autorstwa hiszpańskiego malarza pochodzenia greckiego Dominikosa Theotokopulosa, znanego jako El Greco.

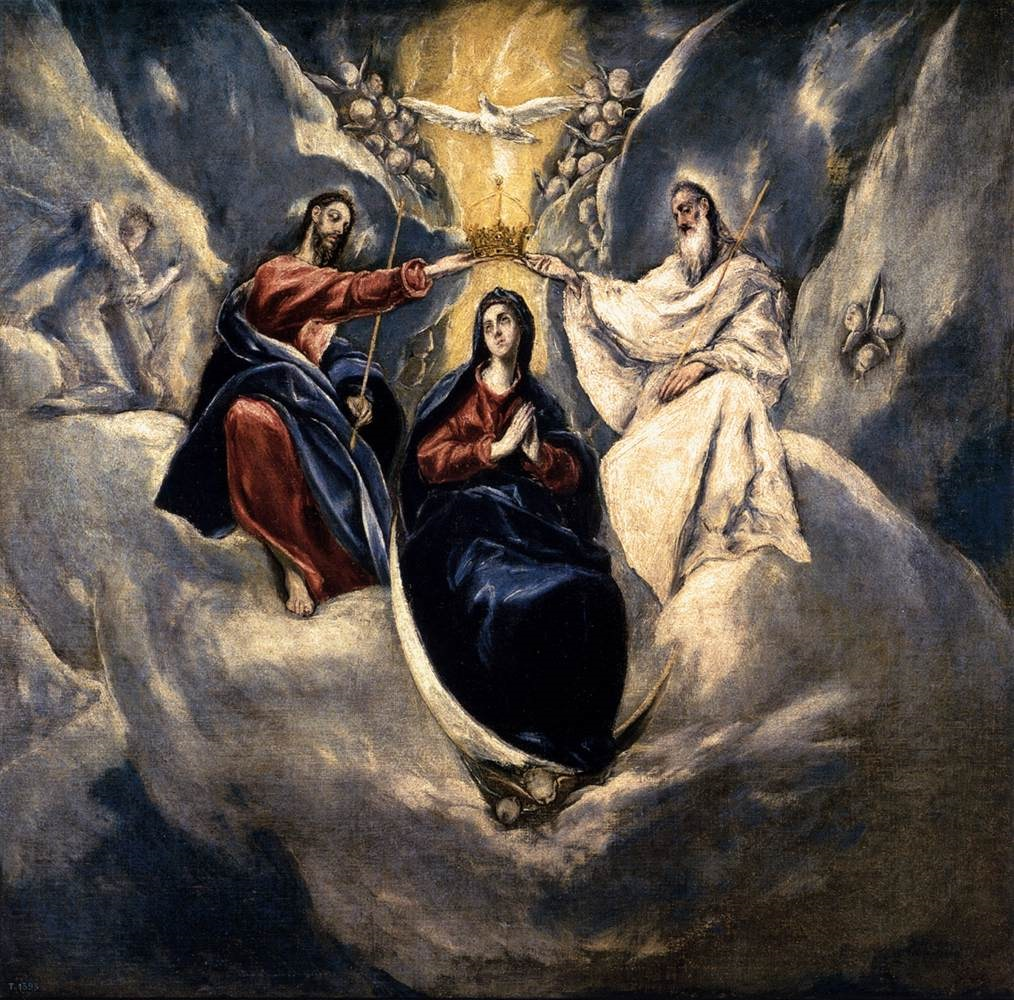
Koronacja Matki Bożej z 1591 roku z Muzeum Prado

## Geneza
Obraz był jednym z pięciu ocalonych obrazów ozdabiających kościół parafialny w Illescas. Na początku XVI wieku El Greco i jego syn Jorge Manuel otrzymali zamówienie na ozdobienie kościoła parafialnego. Mieli wykonać pięć drewnianych ołtarzy z dwoma naturalnej wielkości posągami proroków Symeona i Izajasza, rzeźbione tabernakulum i obrazy. Większość ozdób zaginęła w 1936 roku podczas wojny domowej. Ocalały jedynie obrazy: Zwiastowanie, Boże Narodzenie, Madonna Miłosierna, Święty Ildefons i Koronacja Matki Bożej ukryte w Madrycie w podziemiach budynku Narodowego Banku Hiszpanii.

## Opis obrazu
Obraz został wpisany w elipsę. Należy do tych dzieł, gdzie El Greco daje upust swoich abstrakcyjnych wizji połączonych z mistycyzmem. Kompozycja obrazu oparta jest na geometrycznej konstrukcji trójkąta wyznaczonego przez układ ciał i szat postaci. Głównymi jej elementami jest kolor i światło. Scena została namalowana z bardzo niskiej perspektywy. Wszystkie postacie zawieszone są w próżni, oświetlone mocnym światłem odkształcającym kolory: czerwienie karminowe, błękity, żółcie i biele.
Wokół Madonny, Chrystusa i Boga Ojca krążą bezcielesne główki aniołków. Maria ze złożonymi dłońmi w modlitwie, ukazana jest od dołu: jej czoło jest prawie niewidoczne. Wizerunki Boga Ojca i Chrystusa zostały zaczerpnięte z wcześniejszego dzieła El Greca o tym samym tytule namalowanego w 1591 roku.

## Inne wersje
Znana jest jedna kopia Koronacji Matki Bożej, o której wspomina w swoich monografiach Harold Wethey, Mayer i Gudiol. Płótno o wymiarach 57,2 × 76,2 cm, od chwili namalowania znajdowało się w kolekcjach prywatnych we Francji, w Monachium (Julius Brohler), czy od 1928 roku w Chicago u Mrs. Max Epsteina. W styczniu 1991 roku zostało sprzedane prywatnemu kolekcjonerowi w aukcji domu handlowego Christie’s za kwotę dwóch milionów trzystu dziesięciu tysięcy dolarów.